# 猿払事件
猿払事件（さるふつじけん）は、公務員の「政治的行為」と刑罰に関して争われた刑事事件である。
公務員の政治活動を制限することは憲法に違反しないと判決された。

## 内容

### 事件の中身
北海道宗谷郡猿払村の鬼志別郵便局に勤務する労働組合協議会事務局長を務めていた郵政事務官が1967年1月8日に当日告示された第31回衆議院議員総選挙に際し、労働組合協議会の決定に従って日本社会党を支持する目的をもって、同日同党公認候補者の選挙用ポスター6枚を自ら公営掲示場に掲示したほか、その頃4回にわたり、右ポスター合計約184枚の掲示方を他に依頼して配布した。
国家公務員法第102条第1項は、一般職の国家公務員に関し、「職員は、政党又は政治的目的のために、寄附金その他の利益を求め、若しくは受領し、又は何らの方法を以てするを問わず、これらの行為に関与し、あるいは選挙権の行使を除く外、人事院規則で定める政治的行為をしてはならない。」と規定し、この委任に基づき人事院規則14―7（政治的行為）は、右条項の禁止する「政治的行為」の具体的内容を定めており、右の禁止に違反した者に対しては、国家公務員法第111条の2が3年以下の懲役又は10万円以下の罰金を科する旨を規定しているが、郵政事務官はこの法に違反したとして同年9月に稚内簡裁が罰金5000円の略式命令を言い渡された。しかし、被告人は非管理職でその職務に全くの裁量の余地なく、選挙活動はいずれも勤務時間外に職務を利用することなく行われたのに、それを処罰するのは違憲であると主張して正式裁判に持ち込んだ。

### 下級審
1968年3月25日の旭川地裁は弁護側の主張を認め、「非管理職である現業公務員でその職務内容が機械的労務の提供に止まる者が勤務時間外に国の施設を利用することなく、かつ職務を利用し若しくはその公正を害する意図なしで行った「政治的目的を有する文書、図画類を発行し、回覧に供し、掲示し、若しくは配布し又は多くの人に対して朗読し若しくは聴取させ、あるいはこれらの用に供するために著作し又は編集すること」（人事院規則第6項第13号）に該当する行為で且つ労働組合活動の一環として行われたと認められる所為に刑事罰を加えることをその範囲内に予定している国家公務員法第110条第1項第19号は適用される限度において、行為に対する制裁としては合理的にして必要最小限の域を超えたもの」と判断され、被告人は無罪であるという判決を出した。
1969年6月25日の札幌高裁は表現の自由の意義を強調し、アメリカの憲法判例で用いられる「より制限的でない他の選びうる手段」の基準（LRAの基準）を準拠した上で無罪判決を支持して検察の控訴を棄却した。
猿払事件の一審無罪判決に倣って、以下の同種の事件において無罪判決が下されていた。
- 徳島郵便局事件（1965年7月施行の参院選で公民館で行われた個人演説会で司会を行い、約30人の聴衆に投票を勧誘した行為で起訴された事件）の一二審無罪判決
- 総理府統計局事件（1965年7月施行の都議選で3人の統計局女性職員が組合の推薦する革新系候補93名の氏名を記載したビラ計33枚を配布した行為で起訴された事件）の二審無罪判決（一審は罰金5000円の有罪判決）

検察は猿払事件と他2事件（徳島郵便局事件、総理府統計局事件）の計3事件について有罪を求めて上告した。

### 最高裁
1974年11月6日に最高裁は猿払事件を含む3事件について二審無罪判決を破棄する判決を言い渡し、3事件とも5000円の罰金刑とする有罪判決が確定した。ただし、有罪・合憲とする裁判官は11人であり、一方で違憲・無罪とする裁判官は4人おり、判断が分かれた判決であった。
以下は事件を有罪とした多数意見の概要である。
- 表現の自由は民主主義国家の政治的基盤をなし、国民の基本的人権の内でもとりわけ重要なものであるが、行政の中立的運営をこれに対する国民の信頼を確保することは国民全体の共同利益であり、この利益を擁護するために公務員の政治的中立を損なう恐れのある公務員の政治的行為を禁止することはたとえその禁止が公務員の職種・職務権限、勤務時間の内外、国の施設の利用の有無等を区別することなく、あるいは行政の中立的運営を直接具体的に損なう行為のみに限定されていないとしても、禁止目的との間に合理的関連性があると認められるから憲法の許容すべきところである。
- 公務員の政治活動を全て自由に放任すれば、公務の運営に党派的偏向を招く恐れがあり、この偏向が逆に政治的党派の行政への不当な介入を容易にし、行政組織の内部に深刻な政治的対立が醸成され、国の政策の忠実な遂行にも重大な支障をきたすおそれがあり、もはや組織の内部規律のみによってはその弊害を防止できない事態に立ち至る。また、禁止によって得られる利益は「公務員の政治的中立性を維持し、行政の中立的運営とこれに対する信頼を確保するという国民全体の共同利益」であるのに対し、失われる利益は「単に行動の禁止に伴う限度での間接的、付随的な」意見表明の自由の制約に過ぎず、国家公務員法第102条及び人事院規則の定める行動類型以外の行為により意見を表明する自由まで制約されるわけではないから、前者は後者に比してさらに重要と言うべきであり、利益の均衡を失しない。
- 公務員の政治活動規制による保護法益の重要性に鑑みる時は、罰則制定の要否及び法定刑について立法機関の決定がその裁量の範囲を著しく逸脱しているものであるとは認められない。訴訟対象の行為は党派的偏向の強い行動類型に属するものであるから、現行の罰則は不合理とは言えず、憲法第31条に違反しない。さらに下級審判決がアメリカの憲法判例で用いられる「より制限的でない他の選びうる手段」の基準（LRAの基準）を参考にして違憲判断を下した点については、国の歴史的経験と伝統はまちまちであり、国民の権利意識や自由感覚にもまた差異があり、外国の立法例は一つの重要な参考資料ではあるが、社会的諸条件を無視して、それをそのまま我が国にあてはめることは、決して正しい憲法判断と言うことはできない。懲戒処分が、もともと国が公務員に対し、あたかも私企業における使用者にも比すべき立場において公務員組織の内部秩序を維持するためにその秩序を乱す特定の行為について課する行政上の制裁であるのに対し、刑罰は国が統治の作用を営む立場において国民全体の共同利益を擁護するため、その共同利益を損う特定の行為について科する司法上の制裁であつて、両者がその目的、性質、効果を異にしており、懲戒処分のほか刑事罰を法定することが不合理な措置であるとはいえない。

以下は事件を無罪とした少数意見の概要である。
- 公務員がの職務を離れて専ら一市民としての立場においてする政治活動についても、一定の制限を課すべき公共的な利益と必要が存するが、このことから直ちに一般的・抽象的に公務員の個人的基本権としての政治活動の自由を行政の中立性の要請に従属させ、その目的のために必要と認められるかぎり、政治活動の自由に対していかなる制限を課しても憲法上是認されるとの結論を導き出すことはできない。公務員の地位、職務内容、性質などの相違その他諸般の事情を考慮した上で具体的・個別的に政治活動の自由と行政の中立性と言う、両法益の相互的比重を吟味検討し、真に行政の中立性保持と利益の前に公務員の政治活動の自由が退かなければならない場合、かつその限度においてのみこれを制限するとの態度がとられなければならない。真に必要やむをえない最小限の範囲という厳格な基準ないし原理によって臨むのでなければ、国民の政治的自由は時の権力によって観念的・抽象的な危険性の名目の下に容易に抑圧され、憲法の基本的原理である自由民主主義はそのよって立つ基礎を失うに至るおそれがある。人事院規則第6項第13号による文書の発行、配布、著作などは政治的活動の中でも最も基礎的かつ中核的な政治的意見の表明それ自体であり、これを意見表明の側面と行動の側面とに区別することは出来ず、その禁止は政治的意見の表明それ自体に対する制約であり、少なくとも刑罰を伴う禁止規定としては、公務員の政治的言論の自由に対する過度に広範な制限として、それ自体憲法に違反する。
- 刑罰が是認されるのは、禁止される政治活動がそれ自体において直接、国家的又は社会的利益に重大な侵害をもたらし、又はもたらす危険があり、刑罰によりその禁圧が要請される場合に限られなければならず、特に政治活動の自由の重要性に鑑みると刑罰は政治的自由の利益に明らかに優越する重大な国家的、社会的利益を守るために真にやむをえない場合で且つその内容が真に必要やむをえない最小限の範囲に留まる限りにおいてのみ憲法上容認され、3事件で問題になった人事院規則第6項第13号は少なくとも刑罰を伴う禁止規定としてはそれ自体が違憲である。